# Dämmernde Stadt
Dämmernde Stadt ist ein expressionistisches Gemälde von Egon Schiele aus dem Jahr 1913. Es befand sich ab 1930 im Eigentum der jüdischen Witwe Elsa Koditschek, die den Holocaust überlebte. In der NS-Zeit wurde es ihr entzogen. 1950 wurde es im Wiener Dorotheum versteigert und vom Schiele-Sammler Viktor Fogarassy (1897–1977) rechtmäßig erworben. Eine freiwillige Privatrestitution führte zur Versteigerung des Gemäldes in New York im November 2018. Der Erlös soll zwischen den Erben von Elsa Koditschek und von Viktor Fogarassy aufgeteilt werden.

## Beschreibung
Neben Aktbildnissen, Selbstbildnissen, Porträts und Allegorien bilden die Stadtlandschaften einen fünften Schwerpunkt in Schieles Werk, allen voran die Ansichten von Krumau, der Geburtsstadt seiner Mutter Marie Schiele.  Die historische Altstadt liegt an beiden Ufern der Moldau und wird als Kulturdenkmal auf der Liste des UNESCO-Welterbes geführt. Sie liegt in Südböhmen, nach der Grenze zu Oberösterreich. Aufenthalte Schieles in Krumau mit seiner Lebensgefährtin Wally Neuzil sind verbürgt von Mai bis Dezember 1910 und von Mai bis Juni 1911. Das bohemienhafte Auftreten Schieles und seiner Freunde, die „wilde Ehe“ mit Wally und die Berichte über Porträtsitzungen mit sehr jungen Mädchen empörten jedoch die Kleinstädter derart, dass der Maler die Stadt verlassen musste. Er kehrte jedoch für kürzere Aufenthalte immer wieder zurück und  wohnte dann im Gasthof „Zur Stadt Wien“ oder im Gasthof „Zum Goldenen Engel“. Er malte und zeichnete häufig Motive aus Krumau
- 1906: Das Budweiser Tor in Krumau
- 1907: Wiese mit großem Baum
- 1908: Stadttor mit steinerner Brücke (Budweiser Tor), Blick auf Krumauer Häuser, Häuser in Krumau und Dorf am Fluss II
- 1909: Stadtstudie Krumau
- 1910: Häuser an der Moldau und Das Krumauer Rathaus I, Stadt am blauen Fluss, Felderlandschaft – Kreuzberg bei Krumau, Gewitterberg, Kapelle bei Krumau, Tote Stadt I, Ringplatz Krumau und Stadthaus
- 1911: Das Krumauer Rathaus II und Nachtbild, Landschaft mit Häusern und Bildstöcken, Tote Stadt III, Stadt am blauen Fluss II, Blick auf Häuser und Dächer von Krumau
- 1912: Tote Stadt IV, Die alte Stadt I, Blick über Dächer auf Häuserfassaden des Krumauer Ringplatzes und Wiese, Kirche und Häuser.

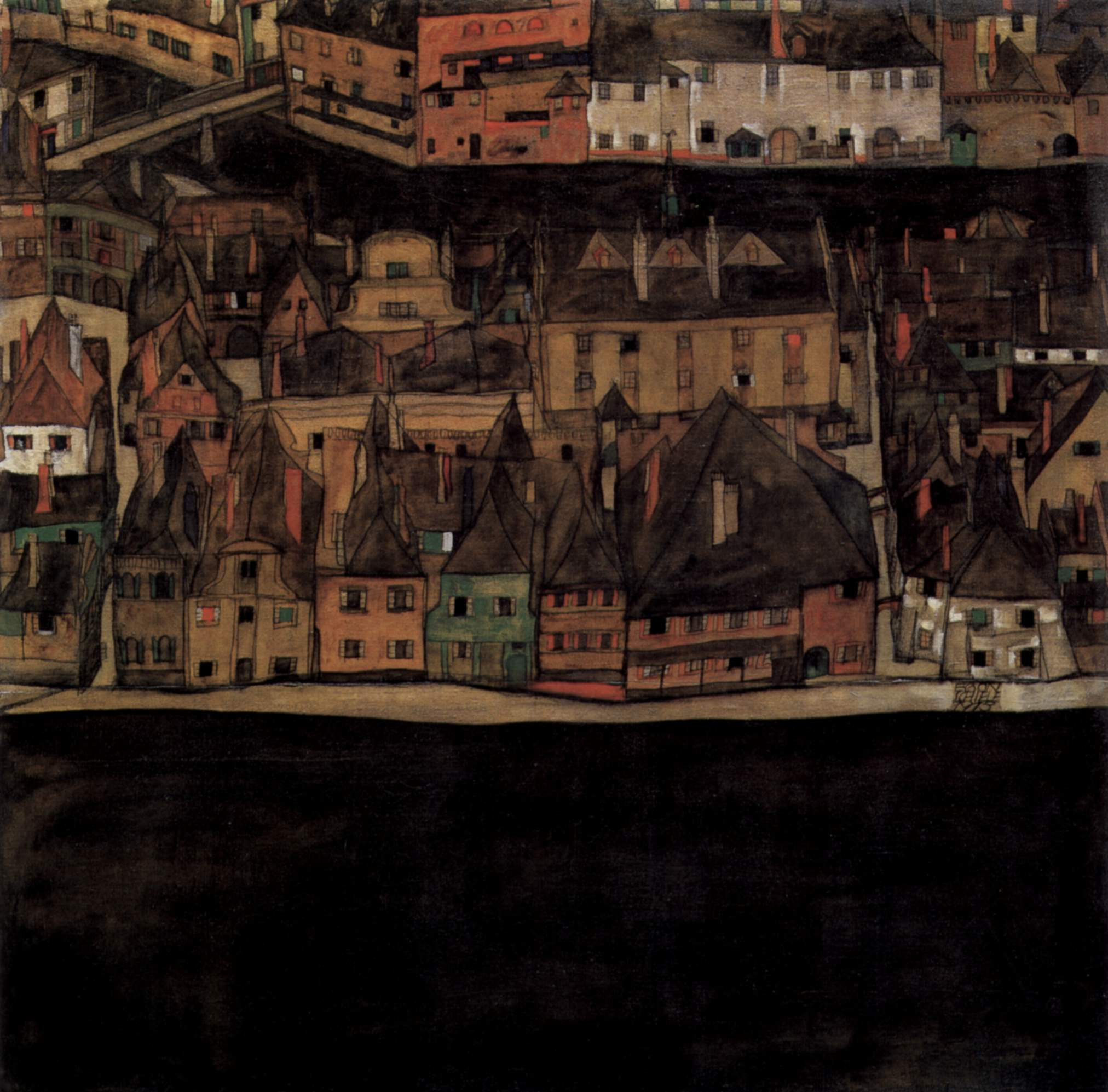
Kleine Stadt II, das Gegenstück

- 1913: Dämmernde Stadt und Kleine Stadt II, Kleine Stadt III, Krumau, Krumau – Studie zu Stadt und Fluss, Krumau an der Moldau (eine Studie zum Gemälde Kleine Stadt IV)
- 1914: Krumau an der Moldau (Die kleine Stadt IV) (Gemälde), Häuser am Fluss (Die Stadt II) (Gemälde), Gelbe Stadt, Die Gelbe Stadt, Häuserbogen (Krumau), Bleistiftzeichnungen Alte Häuser (Krumau), Alte Häuser in Krumau, Häuser in Krumau, Häuserzeile (Häuserzeile in Böhmisch-Krumau), Krumau, Haus mit Schindeldach
- 1915: Krumauer Häuserbogen (Häuserbogen I, Krumauer Stadtviertel, Gemälde), Der Häuserbogen (Inselstadt), Hauswand am Fluss (Altes Haus I), Haus mit Schindeldach (Gemälde)
- 1916: Stadt und Fluss (Krumauer Landschaft, Landschaft mit Fluss, Landschaft) (Gemälde)
- 1917: Häuserbogen, Alte Giebelhäuser in Krumau (Häuser mit Renaissancegiebeln) (Zeichnung), Vorstadthaus mit Wäsche (Haus mit trocknender Wäsche), Häuser in Krumau, Krumau (Alte Geibelhäuser in Krumau vom Schlossturm aus).
- 1917: Stadtende

Das Gemälde Dämmernde Stadt stellt das Gegenstück zu Kleine Stadt II dar, ein Bild gleicher Größe aus demselben Jahr.

## Provenienz
Das Bild wird fallweise auch Die kleine Stadt II genannt. Das Gegenstück befindet sich im Leopold Museum und wird von diesem wie folgt beschrieben: „Die kleine Stadt“ II, auch „Kleine Stadt“ III, ̈ Öl auf Leinwand (aus zwei Teilen zusammengenäht), 1913 89,9 × 90 cm. Laut einer Exklusiv-Meldung des Standard lag dem Verkauf eine Privatrestitution zugrunde. Das österreichische Kunstrückgabegesetz kann nicht auf Privatbesitz angewandt werden, weshalb Einigungen zwischen Privaten äußerst selten sind. Seit 1998 wurden erst zwei Privatrestitutionen, die österreichische Kunstwerke betreffen, öffentlich bekannt, die Dämmernde Stadt wird die dritte sein. Diese Verfahren werden von Mediationen oder Rechtsanwälten oftmals über lange Jahre betrieben. Dieses Gemälde wurde im September 1950 im Wiener Dorotheum vom bekannten Schiele-Sammler Viktor Fogarassy (1897–1977) ersteigert, einem Mitglied der Grazer Kaufhausdynastie Kastner & Öhler. Obwohl das Gemälde rechtmäßig und im guten Glauben erworben worden war, erklärten sich die Erben nach Fogarassy zur Restitution bereit. Sie trennten sich von dem Bild „nicht weil sie musste[n], sondern weil sie wollte[n].“ Die Entscheidung kommentieren wollte die Familie nicht. Vermittelnde Instanz war das Auktionshaus Sotheby’s. Der Standard zitiert dessen Österreich-Chefin Andrea Jungmann: „Neben Verständnis bedarf es der Bereitschaft, einem Problem eine positive Wendung zu geben.“ Nach der Einigung erfolgen im Regelfall Rückgabe, Versteigerung und Aufteilung des Erlöses zwischen den beiden beteiligten Familien. Beteiligt an den Vergleichsverhandlungen war auch Lucian Simmons, Senior Vice President des Auktionshauses.
Im  November 2018 wurde das Bild bei Sotheby’s in New York für 24,57 Millionen Dollar versteigert. Die Erwartungen hatten bei zwölf bis 18 Millionen Dollar gelegen. Der höchste Versteigerungserlös für ein Schiele-Gemälde lag 2011 bei 24,6 Millionen Pfund, das waren damals 39,8 Millionen Dollar, erzielt für Häuser mit bunter Wäsche (1914) bei Sotheby’s in London. Eingebracht wurde das Gemälde aus dem Leopold Museum in Wien, Käufer war ein anonymer Telefonbieter. Die Dämmernde Stadt war bis 9. Oktober 2018 in den Londoner Räumlichkeiten des Auktionshauses ausgestellt, erstmals seit 50 Jahren und erstmals in Großbritannien. Danach wurde das Gemälde  nach New York gebracht.